# NA-2161
La NA-2161 comunica con la NA-178 Usún.

## Recorrido
| Denominación | Kilómetro | Salida           | Carretera        | Dirección                  |
| ------------ | --------- | ---------------- | ---------------- | -------------------------- |
| NA-2161      | 0         |                  | NA-178           | Lumbier Navascués Pamplona |
| NA-2161      | 2         | Travesía de Usún | Travesía de Usún | Travesía de Usún           |

- Datos: Q12264077